# Glyptostrobus
Glyptostrobus is een geslacht van coniferen, die behoort bij de cipresfamilie (Cupressaceae). De enige nog levende soort is Glyptostrobus pensilis.